# هاوس هاوس
هاوس هاوس (بالإنجليزية: House House)، هي شركة أسترالية لإنتاج وتطوير ألعاب الفيديو، تأسس الشركة سنة 2014، وتقع مقرها في مدينة ملبورن الأسترالية.